# Аустријско држављанство
Држављанство Републике Аустрије могу добити сви они који имају бар једног родитеља који је пореклом из Аустрије и који има аустријско држављанство.
Процедура за стицање аустријског држављанства је олакшана за децу која су рођена у Аустрији.
Процедура за стицање држављанства је такође олакшана за особе које су се одрекле свог претходног држављанства.
Особе са десетогодишњим боравком у Републици Аустрији имају право да затраже и добију држављанство те исте.
Особе које су склопиле брак са аустријским држављанином или држављанком могу добити држављанство али под условом да брак траје најмање 5 година.
Аустрија је држава чланица Европске уније дакле ко добије држављанство те земље аутоматски постаје и држављанин Европске уније и има право обратити се за помоћ дипломатиским представништима не само Аустрије него и ЕУ-а.
Република Аустрија има закон о двојном држављанству, дакле могуће је добити аустријско држављанство а истовремено сачувати и држављанство земље порекла.
Многи Срби у Аустрији имају и српско и аустријско држављанство.